# Ameriški Srbi
Ameriški Srbi ali Srbski Američani so Američani srbskega etničnega porekla. Od leta 2013 je bilo približno 190.000 ameriških državljanov, ki so se opredelili za srbske prednike. Vendar pa je številka morda bistveno višja, saj je v Združenih državah Amerike živelo še približno 290.000 ljudi, ki so se identificirali kot Jugoslovani.
Skupina vključuje srbske Američane, ki živijo v ZDA eno ali več generacij, dvojne srbsko-ameriške državljane ali katere koli druge srbske Američane, ki menijo, da so povezani z obema kulturama ali državami.